# Quadrazais
Quadrazais é uma povoação portuguesa sede da Freguesia de Quadrazais do Município do Sabugal, freguesia com 39,57 km² de área e 380 habitantes (censo de 2021), tendo, por isso, uma densidade populacional de 9,6 hab./km².
A freguesia integra a aldeia de Ozendo. A localidade de Quadrazais dista 8 km do Sabugal, ficando na margem direita do rio Côa.
Durante muitos anos, parte da população vivia do contrabando. Outra curiosidade é existir uma gíria muito própria, que os estranhos não compreendem.
No passado existiram fábricas de sabão, por iniciativa do pai do escritor Nuno de Montemor, autor dum romance que descreve a povoação e a sua população como o romance "Maria Mim" (1939). Na gíria, sabão diz-se escorreguejo ou savante.
A principal festa de Quadrazais decorre no dia 16 de setembro e é em honra de Santa Eufémia, ainda que o Orago de Quadrazais seja Nossa Senhora da Assunção.[carece de fontes?]

## Demografia
A população registada nos censos foi:
| Distribuição da População por Grupos Etários | Distribuição da População por Grupos Etários | Distribuição da População por Grupos Etários | Distribuição da População por Grupos Etários | Distribuição da População por Grupos Etários |
| -------------------------------------------- | -------------------------------------------- | -------------------------------------------- | -------------------------------------------- | -------------------------------------------- |
| Ano                                          | 0-14 Anos                                    | 15-24 Anos                                   | 25-64 Anos                                   | > 65 Anos                                    |
| 2001                                         | 31                                           | 20                                           | 147                                          | 275                                          |
| 2011                                         | 38                                           | 19                                           | 150                                          | 250                                          |
| 2021                                         | 27                                           | 21                                           | 119                                          | 213                                          |

## Património
- Igreja de Nossa Senhora da Assunção (matriz)
- Ermidas do Santo Cristo, do Espírito Santo, da Lameira, de S. Sebastião, de Santo António, de Santa Eufémia e de S. Gens
- Capela de Ozendo
- Fontanário
- Cruzeiro
- Monumento aos Emigrantes, esculpido em granito por Eugénio Macedo, inaugurado o día 15 de Agosto 2005
- Lápide de Nuno Montemor
- Trechos do rio Côa
- Trechos do Parque Natural da Serra da Malcata

## Personalidades ilustres
- Nuno de Montemor (1881-1964), pseudónimo de Joaquim Augusto Álvares de Almeida, padre e escritor, natural de Quadrazais.
- Jesué Pinharanda Gomes (1939-2019), filósofo, historiador e escritor, natural de Quadrazais, enterrado em Quadrazais.
- Franklim Costa Braga (1943), natural de Quadrazais.
- Angelina Bedo Ribeiro (1957), natural de Quadrazais.